# Bobby Pickett
Bobby "Boris" Pickett, pseudonimo di Robert George Pickett (Massachusetts, 11 febbraio 1938 – Los Angeles, 25 aprile 2007), è stato un cantante e attore statunitense, famoso per la sua canzone comica del 1962 intitolata Monster Mash.

## Biografia

### Primi anni
Pickett nacque a Somerville, Massachusetts. Suo padre era il direttore di un cinema, e a nove anni cominciò a guardare molti film horror. Avrebbe poi incluso le sue impressioni nelle sue recitazioni nei nightclub a Hollywood, California nel 1959. Pickett fu un veterano della United States Army, che fece servizio in Corea.

### Carriera musicale
Pickett scrisse Monster Mash con Leonard Capizzi nel maggio 1962. La canzone era una parodia sulle folli danze popolari dell'epoca, come per esempio il twist e il mashed potato, il quale ispirò il titolo. La canzone comprendeva le imitazioni di Pickett di alcuni veterani dell'horror come Boris Karloff e Bela Lugosi. Fu trasmessa da tutte le principali etichette discografiche, ma dopo aver ascoltato la canzone, Gary S. Paxton accettò di produrla. Pubblicato dalla Garpax Records di Paxton, il singolo fece un milione di vendite, raggiungendo il primo posto in classifica nella Billboard Hot 100 per due settimane prima dell'Halloween del 1962. La canzone rientrò nelle classifiche due volte, nell'agosto 1970 e nel maggio 1973, quando raggiunse il decimo posto. In Gran Bretagna arrivò fino all'ottobre 1973 per diventare popolare, raggiungendo il terzo posto nella Official Singles Chart. Per la seconda volta, il singolo vendette un milione di copie. La canzone rimase una canzone di Halloween perenne nelle radio e su iTunes.
Un riaggiornamento della canzone sul tema di Natale, intitolata Monster's Holiday, fu anche pubblicata nel dicembre 1962 e raggiunse il trentesimo posto in classifica quell'anno. Questa è stata seguita anche da un album studio pubblicato nel 1962 intitolato The Original Monster Mash. Pickett pubblicò, insieme a Peter Ferrara, anche una canzone, Star Drek, che era una parodia di Star Trek, il quale fu trasmessa molte volte allo show radiofonico del Dr. Demento. Ci fu anche un singolo del 1984 intitolato Monster Rap, sempre scritto e cantato da Pickett. Nell'ottobre 2005, Pickett protestò contro l'inattività sul riscaldamento globale scrivendo la canzone Climate Mash.

## Film e libri
Nel 1967, Pickett e l'autore televisivo Sheldon Allman scrissero il musical I'm Sorry the Bridge Is Out, You'll Have to Spend the Night. È stato prodotto dai teatri locali intorno agli USA. Seguì un altro musical, originariamente intitolato Frankenstein Unbound. Nel 1995 gli sceneggiatori del film Toy Story - Il mondo dei giocattoli Joel Cohen e Alec Sokolow produssero un film basato sul musical, intitolato originariamente Frankenstein Sings, ma poi fu distribuito negli USA col titolo Monster Mash: The Movie. Pickett recitò in quel film con Candace Cameron, Jimmie Walker, Mink Stole, John Kassir, Sarah Douglas, Anthony Crivello, Adam Shankman e Carrie Ann Inaba.
Nel 2005 Pickett scrisse la sua autobiografia intitolata Monster Mash: Half Dead in Hollywood.

### Morte
Pickett morì di leucemia all'età di sessantanove anni il 25 aprile 2007 a Los Angeles, California. Sua figlia Nancy Huus era al suo fianco quando morì. Lasciò due nipoti, Jordan Huus e Olivia Huus. Il 13 maggio 2007 un episodio del Dr. Demento Show fu trasmesso con un documentario sulla vita di Pickett.

## Discografia

### Album
- 1962: The Original Monster Mash

### Singoli
- 1962: Monster Mash
- 1964: Smoke! Smoke! Smoke! (That Cigarette)/Gotta Leave This Town
- 1976: King Kong (Your Song)
- 1976: Sky High Market
- 1984: Monster Rap

## Filmografia
- The Lieutenant – serie TV, episodio 1x23 (1964)
- It's a Bikini World (1967)
- Bonanza - serie TV, episodio 10x22 (1969)
- Three's a Crowd (1969)
- A.A.A. ragazza affittasi per fare bambino (The Baby Maker) (1970)
- Mitch (Chrome and Hot Leather) (1971)
- Deathmaster (1972)
- Hot Money (1983)
- Strange Invaders (1983)
- I delitti della palude (Sister, Sister), regia di Bill Condon (1987)
- Lo strano caso del Dr. Frankenstein (Frankenstein General Hospital) (1988)
- I marziani invadono la Terra (Lobster Man from Mars) (1989)
- Monster Mash: The Movie (1995)
- Boogie with the Undead (2003)